# Sportverein Meppen 1912 2021-2022
Questa voce raccoglie le informazioni riguardanti lo Sportverein Meppen 1912 nelle competizioni ufficiali della stagione 2021-2022.

## Stagione
Nella stagione 2021-2022 il Meppen, allenato da Rico Schmitt, concluse il campionato di 3. Liga al 12º posto. In Coppa di Germania il Meppen fu eliminato al primo turno dall'Hertha Berlino.

## Rosa
| N. |                     | Ruolo | Calciatore          |
| -- | ------------------- | ----- | ------------------- |
| 1  | Germania (bandiera) | P     | Constantin Frommann |
| 3  | Germania (bandiera) | D     | Janik Jesgarzewski  |
| 3  | Germania (bandiera) | D     | Leon Kugland        |
| 4  | Germania (bandiera) | D     | Yannick Osée        |
| 5  | Germania (bandiera) | D     | Jonas Fedl          |
| 6  | Germania (bandiera) | C     | Ole Käuper          |
| 7  | Polonia (bandiera)  | C     | Marcus Piossek      |
| 8  | Germania (bandiera) | C     | Thilo Leugers       |
| 9  | Germania (bandiera) | A     | Mike Feigenspan     |
| 10 | Germania (bandiera) | C     | Luka Tankulić       |
| 11 | Germania (bandiera) | A     | Morgan Faßbender    |
| 12 | Germania (bandiera) | P     | Matthis Harsman     |
| 14 | Germania (bandiera) | C     | Willi Evseev        |
| 15 | Germania (bandiera) | D     | Markus Ballmert     |
| 16 | Germania (bandiera) | C     | Florian Egerer      |
| 17 | Germania (bandiera) | A     | Christoph Hemlein   |
| 18 | Germania (bandiera) | A     | René Guder          |

| N. |                               | Ruolo | Calciatore          |
| -- | ----------------------------- | ----- | ------------------- |
| 19 | Germania (bandiera)           | D     | Lars Bünning        |
| 20 | Germania (bandiera)           | C     | Mike-Steven Bähre   |
| 21 | Macedonia del Nord (bandiera) | A     | Beyhan Ametov       |
| 22 | Germania (bandiera)           | D     | Steffen Puttkammer  |
| 23 | Germania (bandiera)           | A     | Lukas Krüger        |
| 24 | Germania (bandiera)           | C     | Louis Hebbelmann    |
| 25 | Germania (bandiera)           | D     | Jeron Al-Hazaimeh   |
| 26 | Germania (bandiera)           | A     | Jannik Looschen     |
| 28 | Germania (bandiera)           | D     | Moritz Hinnenkamp   |
| 29 | Germania (bandiera)           | A     | Joe Klöpper         |
| 30 | Germania (bandiera)           | D     | Max Dombrowka       |
| 31 | Polonia (bandiera)            | C     | David Blacha        |
| 32 | Germania (bandiera)           | P     | Erik Domaschke      |
| 34 | Germania (bandiera)           | C     | Tobias Dombrowa     |
| 38 | Germania (bandiera)           | C     | Daniel Benke        |
| 39 | Germania (bandiera)           | A     | Richard Sukuta-Pasu |
| 44 | Germania (bandiera)           | P     | Julius Pünt         |

## Organigramma societario
Area tecnica
- Allenatore: Stefan Krämer
- Allenatore in seconda: Mario Neumann
- Preparatore dei portieri: André Poggenborg
- Preparatori atletici: Daniel Vehring

## Calciomercato

### Sessione estiva
| Acquisti | Acquisti            | Acquisti          | Acquisti |
| R.       | Nome                | da                | Modalità |
| -------- | ------------------- | ----------------- | -------- |
| A        | Richard Sukuta-Pasu | Sconosciuta       |          |
| A        | Beyhan Ametov       | Wuppertal         |          |
| C        | David Blacha        | Osnabrück         |          |
| C        | Tobias Dombrowa     | Babelsberg        |          |
| D        | Max Dombrowka       | Unterhaching      |          |
| A        | Morgan Faßbender    | Chemie Lipsia     |          |
| D        | Jonas Fedl          | Magonza II        |          |
| D        | Moritz Hinnenkamp   | Meppen U19        |          |
| C        | Ole Käuper          | Werder Brema II   |          |
| A        | Joe Klöpper         | Meppen U19        |          |
| A        | Serhat Koruk        | Bergisch Gladbach |          |

| Cessioni | Cessioni        | Cessioni             | Cessioni |
| R.       | Nome            | a                    | Modalità |
| -------- | --------------- | -------------------- | -------- |
| C        | Nico Andermatt  | Bayreuth             |          |
| A        | Tom Boere       | Cambuur              |          |
| C        | Leonard Bredol  | Blau-Weiß Lohne      |          |
| A        | Julius Düker    | Havelse              |          |
| A        | Niels Grevink   | ACV Assen            |          |
| A        | Ted Tattermusch | Borussia Dortmund II |          |

### Sessione invernale
| Acquisti | Acquisti        | Acquisti      | Acquisti |
| R.       | Nome            | da            | Modalità |
| -------- | --------------- | ------------- | -------- |
| A        | Mike Feigenspan | Hessen Kassel |          |

| Cessioni | Cessioni     | Cessioni  | Cessioni |
| R.       | Nome         | a         | Modalità |
| -------- | ------------ | --------- | -------- |
| A        | Serhat Koruk | Verl      |          |
| C        | Valdet Rama  | Wuppertal |          |

## Risultati

### 3. Liga

#### Girone di andata
| Arbitro: | Oldhafer |

|                                  |           |                     |
| Herzog 23’ Boyd 40’ Nietfeld 45’ | Marcatori | 19’ (rig.) Tankulić |

| Arbitro: | Schwengers |

|               |           |  |
| Dombrowka 45’ | Marcatori |  |

| Arbitro: | Hussein |

|              |           |             |
| Schikora 17’ | Marcatori | 59’ Hemlein |

| Arbitro: | Siewer |

|                                |           |  |
| Tankulić 30’ Evseev 90’ (rig.) | Marcatori |  |

| Arbitro: | Greif |

|                                                           |           |  |
| Seegert 32’, 45’ Martinovic 51’ Schnatterer 59’ Höger 89’ | Marcatori |  |

| Arbitro: | Haslberger |

|            |           |  |
| Krüger 75’ | Marcatori |  |

| Arbitro: | Welz |

|         |           |           |
| Bär 40’ | Marcatori | 18’ Guder |

| Arbitro: | Kessel |

|  |           |             |
|  | Marcatori | 86’ Vermeij |

| Arbitro: | Stegemann |

|             |           |  |
| Bertram 43’ | Marcatori |  |

| Arbitro: | Oldhafer |

|                                |           |                        |
| Tankulić 29’ (rig.) Evseev 85’ | Marcatori | 8’ Grimaldi 14’ Gouras |

| Arbitro: | Bauer |

|  |           |            |
|  | Marcatori | 21’ Blacha |

| Arbitro: | Thomsen |

|                       |           |                            |
| Käuper 25’ Blacha 63’ | Marcatori | 27’, 87’ Bittroff 35’ Ceka |

| Arbitro: | Greif |

|                                   |           |                                                              |
| Thiel 31’ Lankford 51’ Brumme 90’ | Marcatori | 36’ Ballmert 41’ (rig.) Koruk 48’ (aut.) Stanić 78’ Tankulić |

| Arbitro: | Winter |

|                 |           |  |
| Sukuta-Pasu 88’ | Marcatori |  |

| Arbitro: | Glaser |

|  |           |            |
|  | Marcatori | 15’ Krüger |

| Arbitro: | Exner |

|                                                 |           |  |
| Tankulić 39’, 56’ Faßbender 73’ Sukuta-Pasu 88’ | Marcatori |  |

| Arbitro: | Oldhafer |

|              |           |                                 |
| Kraulich 25’ | Marcatori | 35’, 86’ Faßbender 63’ Tankulić |

| Arbitro: | Erbst |

|                                                               |           |  |
| Henning 8’ Consbruch 25’ Kijewski 55’ Lauberbach 70’ Peña 77’ | Marcatori |  |

| Arbitro: | Hanslbauer |

|                               |           |  |
| Tankulić 11’, 27’ Hemlein 74’ | Marcatori |  |

#### Girone di ritorno
| Arbitro: | Ballweg |

|                                           |           |                 |
| Tankulić 45’, 84’ Faßbender 66’ Guder 67’ | Marcatori | 54’ (rig.) Boyd |

| Arbitro: | Bacher |

|                                       |           |  |
| Tomiak 7’ Zuck 8’, 50’ Wunderlich 61’ | Marcatori |  |

| Arbitro: | Kessel |

|                    |           |                                |
| Nkansah 32’ (aut.) | Marcatori | 3’ Horn 82’ Starke 90’ Baumann |

| Arbitro: | Hildenbrand |

|  |           |                 |
|  | Marcatori | 60’ Sukuta-Pasu |

| Arbitro: | Günsch |

|             |           |          |
| Tankulić 7’ | Marcatori | 23’ Sohm |

| Arbitro: | Lechner |

|                                  |           |  |
| Damer 34’ Froese 51’, 74’ (rig.) | Marcatori |  |

| Arbitro: | Ballweg |

|                |           |               |
| Feigenspan 90’ | Marcatori | 24’ Neudecker |

| Arbitro: | Hanslbauer |

|                         |           |  |
| Wagner 10’ Ontužāns 90’ | Marcatori |  |

| Arbitro: | Stegemann |

|  |           |              |
|  | Marcatori | 25’ Beermann |

| Arbitro: | Hempel |

|           |           |  |
| Ernst 48’ | Marcatori |  |

| Arbitro: | Kessel |

|                     |           |                     |
| Tankulić 45’ (rig.) | Marcatori | 48’ Bakir 80’ Ademi |

| Magdeburgo 19 marzo 2022, ore 14:00 CET 31ª giornata | Magdeburgo | 0 – 0 referto | Meppen | MDCC-Arena (15 607 spett.)\| Arbitro: \| Oldhafer \| |
| Arbitro:                                             | Oldhafer   |               |        |                                                      |

| Arbitro: | Bauer |

|  |           |                                             |
|  | Marcatori | 11’ Wurtz 45’ Goppel 64’ Brumme 79’ Iredale |

| Monaco di Baviera 9 aprile 2022 33ª giornata | Türkgücü | – non disputata referto | Meppen | Stadio Olimpico |

| Arbitro: | Fuchs |

|             |           |             |
| Hemlein 16’ | Marcatori | 55’ Njinmah |

| Arbitro: | Kampka |

|                    |           |             |
| Bünning 49’ (aut.) | Marcatori | 11’ Bünning |

| Arbitro: | Erbst |

|                        |           |                                                      |
| Hemlein 11’ Ametov 45’ | Marcatori | 15’ (rig.) Sané 58’ Schneider 67’ Breunig 79’ Pourié |

| Arbitro: | Lechner |

|                                             |           |                         |
| Leugers 2’ (rig.) Sukuta-Pasu 16’ Guder 86’ | Marcatori | 34’ Lauberbach 68’ Marx |

| Arbitro: | Ittrich |

|                         |           |                                                              |
| Menz 65’ Gunte 85’, 90’ | Marcatori | 48’ Faßbender 52’ (rig.) Tankulić 69’ Krüger 90’ Sukuta-Pasu |

### Coppa di Germania
| Arbitro: | Kampka |

|  |           |           |
|  | Marcatori | 90’ Selke |

## Statistiche

### Statistiche di squadra
| Competizione      | Punti | In casa | In casa | In casa | In casa | In casa | In casa | In trasferta | In trasferta | In trasferta | In trasferta | In trasferta | In trasferta | Totale | Totale | Totale | Totale | Totale | Totale | DR  |
| Competizione      | Punti | G       | V       | N       | P       | Gf      | Gs      | G            | V            | N            | P            | Gf           | Gs           | G      | V      | N      | P      | Gf     | Gs     | DR  |
| ----------------- | ----- | ------- | ------- | ------- | ------- | ------- | ------- | ------------ | ------------ | ------------ | ------------ | ------------ | ------------ | ------ | ------ | ------ | ------ | ------ | ------ | --- |
| 3. Liga           | 48    | 18      | 7       | 4       | 7       | 29      | 26      | 19           | 6            | 5            | 8            | 18           | 34           | 37     | 13     | 9      | 15     | 47     | 60     | -13 |
| Coppa di Germania | -     | 1       | 0       | 0       | 1       | 0       | 1       | 0            | 0            | 0            | 0            | 0            | 0            | 1      | 0      | 0      | 1      | 0      | 1      | -1  |
| Totale            | 48    | 19      | 7       | 4       | 8       | 29      | 27      | 19           | 6            | 5            | 8            | 18           | 34           | 38     | 13     | 9      | 16     | 47     | 61     | -14 |

### Andamento in campionato
| Giornata  | 1  | 2  | 3 | 4 | 5  | 6 | 7 | 8  | 9  | 10 | 11 | 12 | 13 | 14 | 15 | 16 | 17 | 18 | 19 | 20 | 21 | 22 | 23 | 24 | 25 | 26 | 27 | 28 | 29 | 30 | 31 | 32 | 33 | 34 | 35 | 36 | 37 | 38 |
| --------- | -- | -- | - | - | -- | - | - | -- | -- | -- | -- | -- | -- | -- | -- | -- | -- | -- | -- | -- | -- | -- | -- | -- | -- | -- | -- | -- | -- | -- | -- | -- | -- | -- | -- | -- | -- | -- |
| Luogo     | T  | C  | T | C | T  | C | T | C  | T  | C  | T  | C  | T  | C  | T  | C  | T  | T  | C  | C  | T  | C  | T  | C  | T  | C  | T  | C  | T  | C  | T  | C  | T  | C  | T  | C  | C  | T  |
| Risultato | P  | V  | N | V | P  | V | N | P  | P  | N  | V  | P  | V  |    | V  | V  | V  | P  | V  | V  | P  | P  | V  | N  | P  | N  | P  | P  | P  | P  | N  | P  | N  | N  | N  | P  | V  | V  |
| Posizione | 19 | 10 | 9 | 6 | 11 | 8 | 8 | 10 | 13 | 14 | 9  | 13 | 10 | 12 | 8  | 6  | 3  | 7  | 5  | 3  | 5  | 8  | 6  | 7  | 9  | 9  | 10 | 10 | 11 | 11 | 11 | 11 | 12 | 12 | 12 | 12 | 12 | 12 |

Legenda:

Luogo: C = Casa; T = Trasferta. Risultato: V = Vittoria; N = Pareggio; P = Sconfitta.

### Statistiche dei giocatori
| Giocatore       | 3. Liga  | 3. Liga | 3. Liga     | 3. Liga    | Coppa di Germania | Coppa di Germania | Coppa di Germania | Coppa di Germania | Totale   | Totale | Totale      | Totale     |
| Giocatore       | Presenze | Reti    | Ammonizioni | Espulsioni | Presenze          | Reti              | Ammonizioni       | Espulsioni        | Presenze | Reti   | Ammonizioni | Espulsioni |
| --------------- | -------- | ------- | ----------- | ---------- | ----------------- | ----------------- | ----------------- | ----------------- | -------- | ------ | ----------- | ---------- |
| J. Al-Hazaimeh  | 26       | 0       | 10          | 0          | 1                 | 0                 | 1                 | 0                 | 27       | 0      | 11          | 0          |
| B. Ametov       | 21       | 1       | 0           | 0          | 1                 | 0                 | 0                 | 0                 | 22       | 1      | 0           | 0          |
| M. Ballmert     | 33       | 1       | 6           | 0          | 1                 | 0                 | 0                 | 0                 | 34       | 1      | 6           | 0          |
| D. Benke        | 1        | 0       | 0           | 0          | 0                 | 0                 | 0                 | 0                 | 1        | 0      | 0           | 0          |
| D. Blacha       | 29       | 2       | 7           | 0          | 1                 | 0                 | 0                 | 0                 | 30       | 2      | 7           | 0          |
| M. Bähre        | 11       | 0       | 1           | 0          | 0                 | 0                 | 0                 | 0                 | 11       | 0      | 1           | 0          |
| L. Bünning      | 31       | 1       | 8           | 0          | 1                 | 0                 | 0                 | 0                 | 32       | 1      | 8           | 0          |
| E. Domaschke    | 29       | 0       | 1           | 0          | 1                 | 0                 | 0                 | 0                 | 30       | 0      | 1           | 0          |
| T. Dombrowa     | 11       | 0       | 0           | 0          | 0                 | 0                 | 0                 | 0                 | 11       | 0      | 0           | 0          |
| M. Dombrowka    | 31       | 1       | 6           | 1          | 1                 | 0                 | 0                 | 0                 | 32       | 1      | 6           | 1          |
| F. Egerer       | 19       | 0       | 4           | 1          | 1                 | 0                 | 0                 | 0                 | 20       | 0      | 4           | 1          |
| W. Evseev       | 12       | 2       | 1           | 0          | 0                 | 0                 | 0                 | 0                 | 12       | 2      | 1           | 0          |
| M. Faßbender    | 35       | 5       | 4           | 0          | 1                 | 0                 | 0                 | 0                 | 36       | 5      | 4           | 0          |
| J. Fedl         | 21       | 0       | 4           | 1          | 0                 | 0                 | 0                 | 0                 | 21       | 0      | 4           | 1          |
| M. Feigenspan   | 10       | 1       | 1           | 0          | 0                 | 0                 | 0                 | 0                 | 10       | 1      | 1           | 0          |
| C. Frommann     | 2        | 0       | 0           | 0          | 0                 | 0                 | 0                 | 0                 | 2        | 0      | 0           | 0          |
| R. Guder        | 30       | 3       | 4           | 1          | 1                 | 0                 | 0                 | 0                 | 31       | 3      | 4           | 1          |
| M. Harsman      | 7        | 0       | 0           | 0          | 0                 | 0                 | 0                 | 0                 | 7        | 0      | 0           | 0          |
| L. Hebbelmann   | 1        | 0       | 0           | 0          | 0                 | 0                 | 0                 | 0                 | 1        | 0      | 0           | 0          |
| C. Hemlein      | 33       | 4       | 4           | 0          | 1                 | 0                 | 1                 | 0                 | 34       | 4      | 5           | 0          |
| M. Hinnenkamp   | 3        | 0       | 0           | 0          | 0                 | 0                 | 0                 | 0                 | 3        | 0      | 0           | 0          |
| J. Jesgarzewski | 15       | 0       | 1           | 0          | 0                 | 0                 | 0                 | 0                 | 15       | 0      | 1           | 0          |
| J. Klöpper      | 2        | 0       | 0           | 0          | 0                 | 0                 | 0                 | 0                 | 2        | 0      | 0           | 0          |
| S. Koruk        | 15       | 1       | 1           | 0          | 1                 | 0                 | 0                 | 0                 | 16       | 1      | 1           | 0          |
| L. Krüger       | 33       | 3       | 2           | 0          | 0                 | 0                 | 0                 | 0                 | 33       | 3      | 2           | 0          |
| L. Kugland      | 1        | 0       | 0           | 0          | 0                 | 0                 | 0                 | 0                 | 1        | 0      | 0           | 0          |
| O. Käuper       | 19       | 1       | 6           | 0          | 1                 | 0                 | 0                 | 0                 | 20       | 1      | 6           | 0          |
| T. Leugers      | 1        | 1       | 0           | 0          | 0                 | 0                 | 0                 | 0                 | 1        | 1      | 0           | 0          |
| J. Looschen     | 1        | 0       | 0           | 0          | 0                 | 0                 | 0                 | 0                 | 1        | 0      | 0           | 0          |
| Y. Osée         | 6        | 0       | 0           | 0          | 1                 | 0                 | 0                 | 0                 | 7        | 0      | 0           | 0          |
| M. Piossek      | 4        | 0       | 1           | 0          | 0                 | 0                 | 0                 | 0                 | 4        | 0      | 1           | 0          |
| A. Poggenborg   | 0        | 0       | 0           | 0          | 0                 | 0                 | 0                 | 0                 | 0        | 0      | 0           | 0          |
| S. Puttkammer   | 31       | 0       | 5           | 0          | 1                 | 0                 | 0                 | 0                 | 32       | 0      | 5           | 0          |
| J. Pünt         | 0        | 0       | 0           | 0          | 0                 | 0                 | 0                 | 0                 | 0        | 0      | 0           | 0          |
| V. Rama         | 3        | 0       | 0           | 0          | 0                 | 0                 | 0                 | 0                 | 3        | 0      | 0           | 0          |
| R. Sukuta-Pasu  | 19       | 5       | 0           | 0          | 0                 | 0                 | 0                 | 0                 | 19       | 5      | 0           | 0          |
| L. Tankulić     | 36       | 14      | 3           | 0          | 1                 | 0                 | 0                 | 0                 | 37       | 14     | 3           | 0          |